# قواعد الكتابة البهائية
تستخدم نصوص الديانة البهائية نظامًا قياسيًا من الكتابة اللاتينية لكتابة النصوص الفارسية والعربية بالأحرف اللاتينية. تم وضع النظام المستخدم في الأدب البهائي في عام 1923، وعلى الرغم من أنه كان يعتمد على معيار شائع الاستخدام في ذلك الوقت، إلا أنه يحتوي على زخارفه الخاصة التي تجعله فريدًا.
أنشأ شوقي أفندي، رئيس الدين من عام 1921 إلى عام 1957، نظام الكتابة البهائية وشارك قائمة بأمثلة المصطلحات المشتركة مع البهائيين في جميع أنحاء العالم في عدة رسائل في عام 1923. كانت الحاجة المعلنة إلى الترجمة الصوتية الموحدة هي "تجنب الارتباك في المستقبل، وضمان التوحيد في هذا الأمر وهو أمر مطلوب بشدة في الوقت الحاضر في جميع الأدبيات البهائية". ووفقًا للمعيار، فإن المصطلحات الأكثر شيوعًا هي "بهائي" و"بهائيون" و"باب" و"بهاءالله" و"عبد البهاء"، باستخدام علامات التشكيل للتمييز بين حروف العلة الطويلة، والفواصل المرفوعة المرفوعة مقابل الفواصل المرفوعة للتمييز بين "عين" و "همزة على التوالي.
منذ أن اعتمد البهائيون نظامهم، قام علماء الشرق الأوسط بتعديل النظام الأكاديمي القياسي الذي تم اعتماده في عام 1894 بطرق مختلفة، وأنشأوا نظامًا منفصلًا مرتبطًا لكتابة اللغة الفارسية (التغيير الرئيسي هو استخدام e و o). ومع ذلك، فقد تم استخدام النظام البهائي الآن لطباعة آلاف الكتب والنشرات بالعديد من اللغات، وبالتالي فإن تعديله من شأنه أن يخلق ارتباكًا ويجبر المؤلفين على استخدام نظامين إملائيين مختلفين (أحدهما في المقاطع المقتبسة تمامًا، والآخر في بقية النص).

## خلفية
استخدم البهائيون الغربيون في حياة عبد البهاء مجموعة متنوعة من الترجمات الحرفية من اللغة العربية. على سبيل المثال، تمت كتابة اسم "بهاءالله" -مؤسس الدين- بأشكال مختلفة. في عام 1906 أصدر عبد البهاء تعليماته بكتابة مصطلح بهاء الله، وفي وقت لاحق في عام 1921 طلب أن يُكتب بهاء الله.
كان مخطط النسخ البهائي الذي تبناه شوقي أفندي مبنيًا على معيار تبناه المؤتمر الدولي العاشر للمستشرقين الذي عقد في جنيف في سبتمبر 1894. وقد غيّر شوقي أفندي بعض تفاصيل نظام المؤتمر، وأبرزها استخدام الحروف الثنائية في حالات معينة (مثل ⟨s͟h⟩ بدلاً من ⟨š⟩ )، وفي دمج الحروف الشمسية عند كتابة أداة التعريف al- ( العربية: ال   ) حسب النطق (مثل الرحيم، الصديق، بدلاً من الرحيم، الصديق ). كما قدم بعض الاختلافات الإملائية التي تعكس النطق الفارسي (على سبيل المثال ⟨v⟩ بدلاً من ⟨w⟩ )، وتحديدًا لهجة أصفهانية (على سبيل المثال ⟨Mihdí⟩ بدلاً من ⟨Mahdí⟩ ). 
تمت مشاركة قائمة الكلمات المستخدمة بشكل متكرر باستخدام النظام الجديد لأول مرة في عام 1923 ونشرت لاحقًا في الكتاب السنوي البهائي لعام 1926.  نُشرت تحديثات طفيفة في المجلد الثالث (1930) من كتاب العالم البهائي والمجلد السابع (1939). وقد تم اعتماد هذا النظام على نطاق واسع من قبل الناشرين البهائيين. غالبًا ما يتم حذف النقاط السفلية والشرطات السفلية وأحيانًا اللهجات عبر الإنترنت وفي الكتابة الأقل رسمية بسبب صعوبة تقديم النص.

## الخط الفارسي العربي
| حرف               | الاسم العربي | الاسم الفارسي | الترجمة الحرفية | قيمة (ألفبائية صوتية دولية) [a]         |
| ----------------- | ------------ | ------------- | --------------- | --------------------------------------- |
| ا                 | ʼalif        | ʼalef         | á, a            | ‎/aː/, /a/‏ (Arabic); ‎/ɒː/, /æ/‏ (Persian) |
| ب                 | báʼ          | bé            | b               | ‎/b/‏                                     |
| پ                 | –            | pé            | p               | ‎/p/‏ (Persian)                           |
| ت                 | táʼ          | té            | t               | ‎/t/‏                                     |
| ث                 | t͟háʼ         | sé            | t͟h [c]          | ‎/θ/‏ (Arabic); ‎/s/‏ (Persian)             |
| ج                 | jím          | jím           | j               | ‎/d͡ʒ/‏                                    |
| چ                 | –            | c͟hé           | c͟h              | ‎/t͡ʃ/‏ (Persian)                          |
| ح                 | ḥáʼ          | hé            | ḥ               | ‎/ħ/‏ (Arabic); ‎/h/‏ (Persian)             |
| خ                 | k͟háʼ         | k͟hé           | k͟h              | ‎/x/‏                                     |
| د                 | dál          | dál           | d               | ‎/d/‏                                     |
| ذ                 | d͟hál         | zál           | d͟h              | ‎/ð/‏ (Arabic); ‎/z/‏ (Persian)             |
| ر                 | ráʼ          | ré            | r               | ‎/r/‏                                     |
| ز                 | záy          | zé            | z               | ‎/z/‏                                     |
| ژ                 | –            | z͟hé           | z͟h              | ‎/ʒ/‏ (Persian)                           |
| س                 | sín          | sín           | s               | ‎/s/‏                                     |
| ش                 | s͟hín         | s͟hín          | s͟h              | ‎/ʃ/‏                                     |
| ص                 | ṣád          | sád           | ṣ               | ‎/sˤ/‏ (Arabic); ‎/s/‏ (Persian)            |
| ض                 | ḍád          | zád           | ḍ               | ‎/dˤ/‏ (Arabic); ‎/z/‏ (Persian)            |
| ط                 | ṭáʼ          | tá            | ṭ               | ‎/tˤ/‏ (Arabic); ‎/t/‏ (Persian)            |
| ظ                 | ẓáʼ          | zá            | ẓ               | ‎/ðˤ/‏ (Arabic); ‎/z/‏ (Persian)            |
| ع                 | ʻayn         | ʼayn          | ʻ [d]           | ‎/ʕ/‏ (Arabic); ‎/ʔ/‏ (Persian)             |
| غ                 | g͟hayn        | qayn          | g͟h              | ‎/ɣ/‏ (Arabic); ‎/ɢ/‏~‎/ɣ/‏ (Persian)         |
| ف                 | fáʼ          | fé            | f               | ‎/f/‏                                     |
| ق                 | qáf          | qáf           | q               | ‎/q/‏ (Arabic); ‎/ɢ/‏~‎/ɣ/‏ (Persian)         |
| ك ک (Persian)     | káf          | káf           | k               | ‎/k/‏                                     |
| گ                 | –            | gáf           | g               | ‎/ɡ/‏ (Persian)                           |
| ل                 | lám          | lám           | l               | ‎/l/‏                                     |
| م                 | mím          | mím           | m               | ‎/m/‏                                     |
| ن                 | nún          | nún           | n               | ‎/n/‏                                     |
| و                 | wáw          | váv           | ú, v            | ‎/uː/‏; ‎/w/‏ (Arabic); ‎/v/‏ (Persian)       |
| ه                 | háʼ          | hé            | h               | ‎/h/‏                                     |
| ي [b] ی (Persian) | yáʼ          | yé            | í, y            | ‎/iː/‏, ‎/j/‏                               |
| ء                 | hamzah       | hamzé         | ʼ [d]           | ‎/ʔ/‏                                     |

## مقارنة باللاتينيات الشائعة
قد يختلف النسخ البهائي في كثير من الأحيان بشكل ملحوظ عن الإصدارات المستخدمة عادة في اللغة الإنجليزية.
| الكتابة البهائية | التمثيل الإنجليزي المشترك | النطق الفارسي    | النطق العربي           |
| ---------------- | ------------------------- | ---------------- | ---------------------- |
| Ád͟hirbáyján      | Azerbaijan                | ‎/ɒzæɾbɒːjˈdʒɒːn/‏ | ‎/ʔæðeɾbiːˈdʒæːn/‏       |
| Fáṭimih          | Fatima                    | ‎/fɒːteˈme/‏       | ‎/fɑːˈtˤɪmæ, ˈfɑːtˤɪmæ/‏ |
| S͟hog͟hí           | Shawki                    | ‎/ˈʃoːɣi/‏         | ‎/ˈʃæwʔi, ˈʃɑwqi/‏       |
| Siyyid           | Sayyid                    | ‎/sejˈjed/‏        | ‎/ˈsæjjɪd/‏              |

في حين أن علامات التشكيل والتشكيل الصوتي في كلمة "بهائي" تشير إلى نطق مكون من ثلاثة مقاطع لفظية مثل ‎fa‏، يقدم دليل النطق الرسمي لخدمة أخبار العالم البهائية نطقًا مكونًا من مقطعين لكلمة "ba-HIGH" /bəˈhaɪ/ للغة الإنجليزية. يختلف تحقيق النطق الإنجليزي. يحتوي قاموس أكسفورد الإنجليزي على /bæˈhɑːiː/ ba-HAH-ee، ويحتوي قاموس ميريام وبستر على /bɑːˈhɑːiː/ bah-HAH-ee (يعكس في المقطع الأول الفرق بين المملكة المتحدة والولايات المتحدة مع حرف العلة "pasta")، ويحتوي قاموس راندوم هاوس على /bəˈhɑːiː/ bə-HAH-ee، وكلها مكونة من ثلاثة مقاطع.

## روابط خارجية
- الموت في سبيل الله، يحتوي على ملخص تمهيدي للمصطلحات البهائية والترجمات المستخدمة في الأدبيات الأكاديمية.
- العربية، النطق الصحيح لـ، من قبل بيت العدل الأعظم.
- كل الكلمات - قاموس بهائي، قاموس منطوق للكلمات والعبارات البهائية - BahaIQ

1. ↑  ‎/ʕ/‏ vs ‎/ʔ/‏